# 北京市海淀实验中学

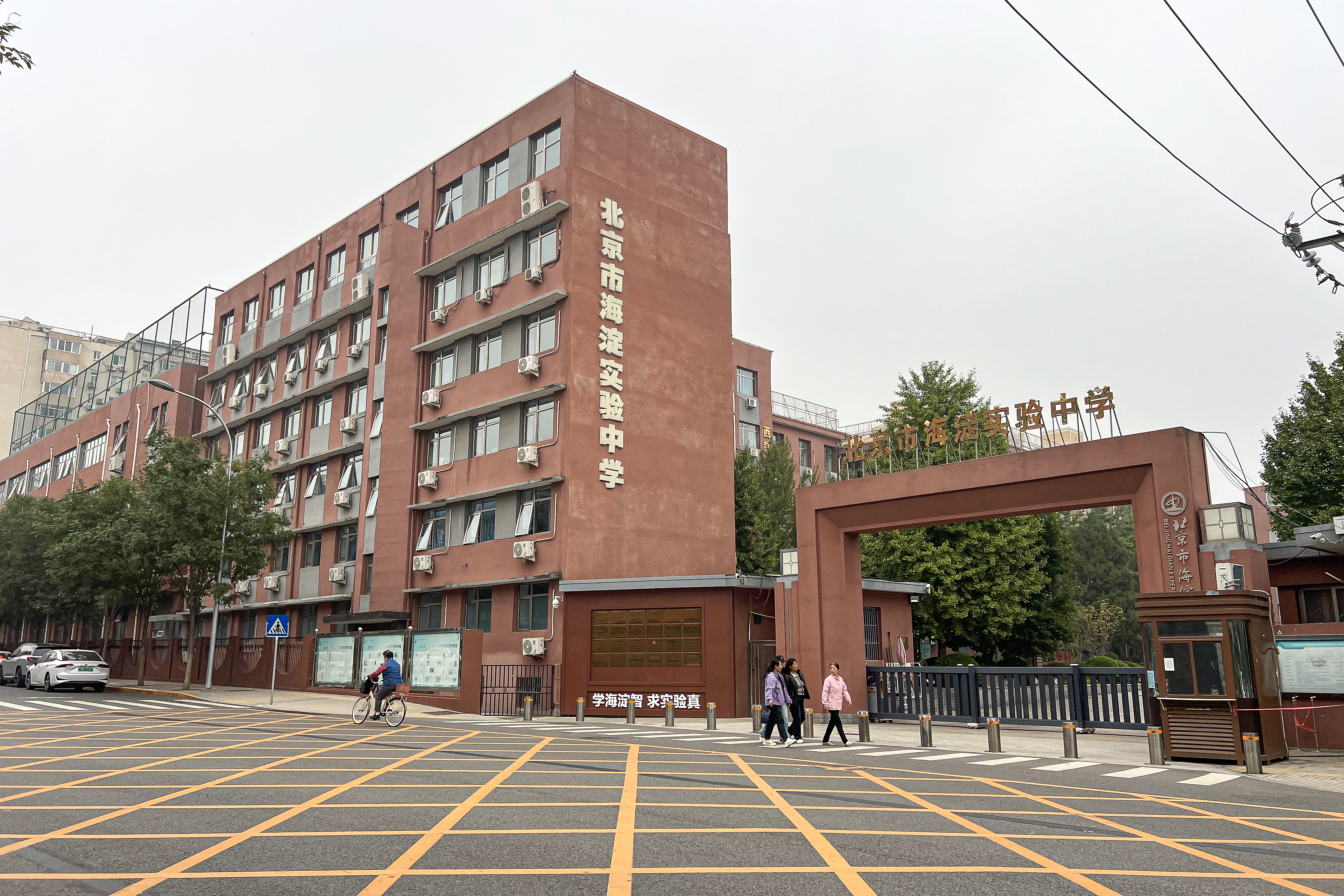
初中部

北京市海淀实验中学，是一所位于中国北京市海淀区紫竹院路96号的公立学校，由原来位于阜成路北侧的阜成路中学和紫竹桥附近的122中学合并组成，2000年与北京市第八中学合作办学。现初中部为原阜成路中学校址，高中部为原122中学车道沟校址。